# 인민의 집

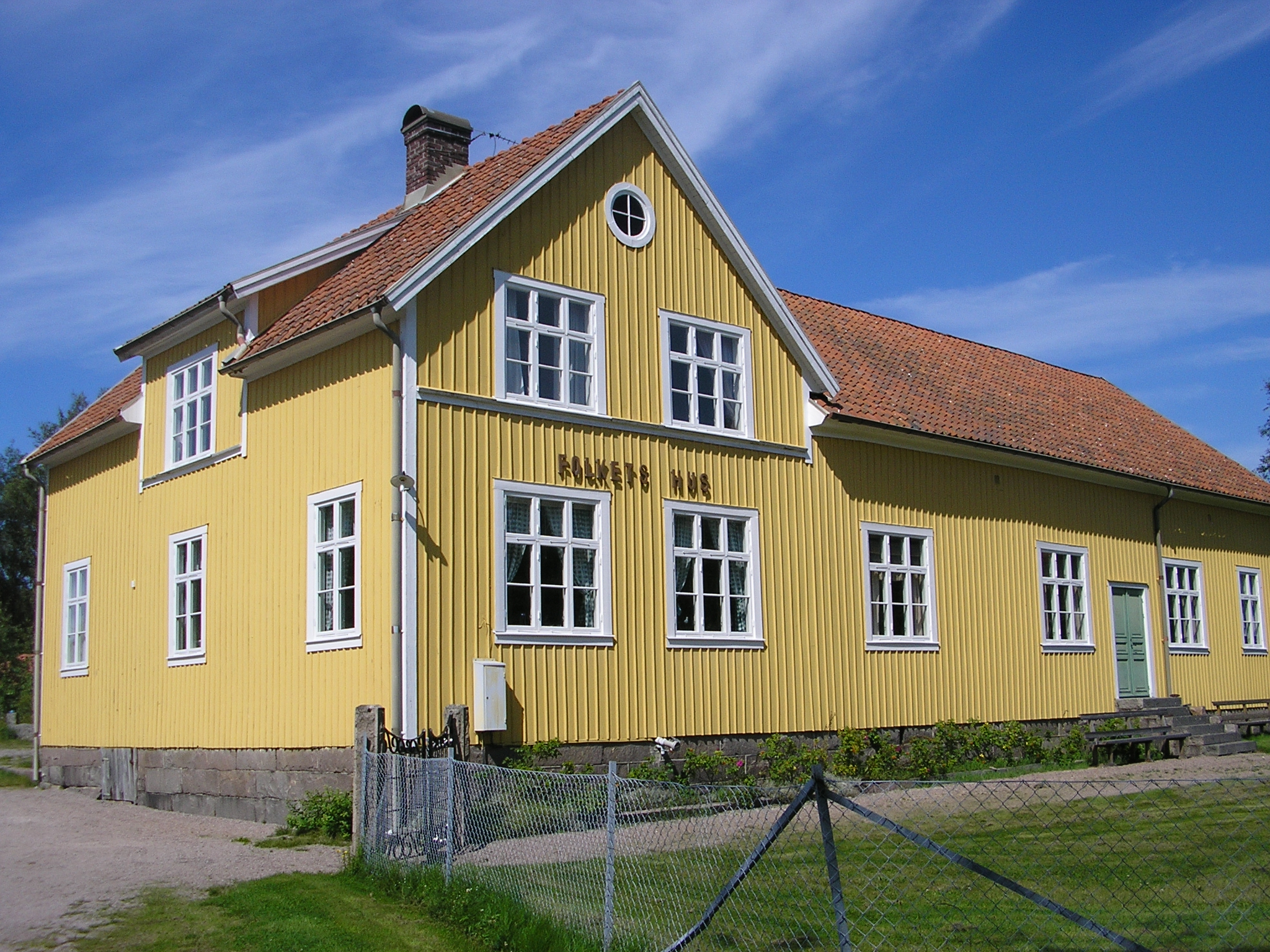

인민의 집(人民--)은 노동 계급 주민이 예술과 문화를 즐길 수 있도록 지어진 여가·문화 센터이다. 러시아 제국의 톰스크에서 처음 만들어졌으며, 나로드니 돔(러시아어: народный дом)이라 불렸다. 영국, 터키 및 다른 유럽 국가들에도 도입되어 널리 퍼졌으며, 이후 "인민의 집"이라는 용어(영어: people's house 피플스 하우스[*], 노르웨이어·스웨덴어: folkets hus 폴켓스 후스[*], 스페인어: casa del pueblo 카사 델 푸에블로[*], 프랑스어: maison du peuple 메종 뒤 푀플[*] 등)가 노동 계급 주민 센터 역할을 하며 노동 조합 및 정당 등과도 밀접한 관계를 맺게 되었다.

## 같이 보기
- 민중의 집